# Bryocyclops apertus
Bryocyclops apertus – gatunek widłonoga z rodziny Cyclopidae. Jako pierwszy opisał go w 1935 roku niemiecki zoolog Friedrich Kiefer.